# Johann Rupp (Politiker)

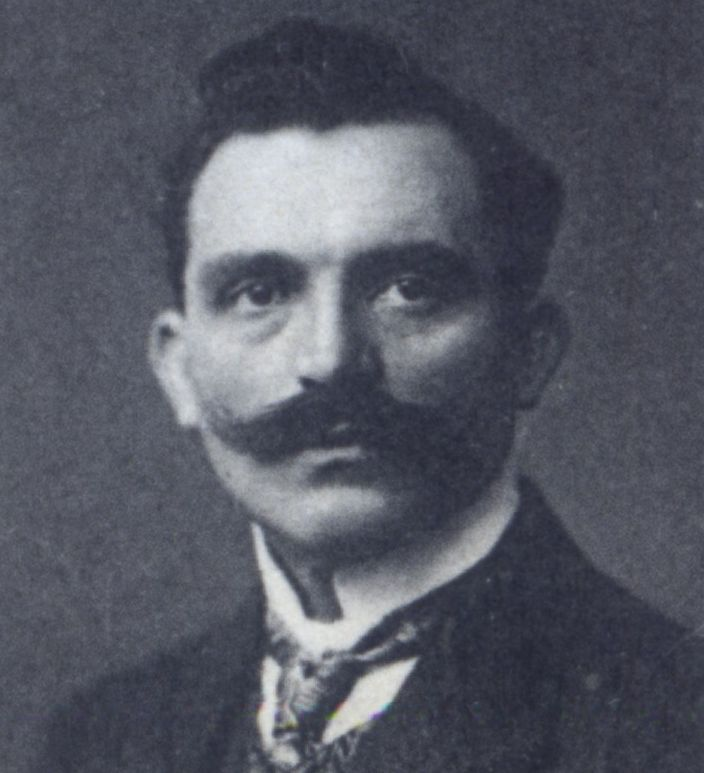
Johann Rupp als Reichstagsabgeordneter 1912

Johann Heinrich Rupp (* 8. Juni 1874 in Niederwalgern, Kreis Marburg; † 4. Februar 1948 in Berlin-Wannsee) war ein deutscher Schneider, Landwirt und Politiker (DSozP). Er war von 1912 bis 1918 Mitglied des Reichstages.

## Leben
Rupp besuchte die Volksschule in seinem Heimatort von 1880 bis 1888. Anschließend erlernte er bis 1891 im Hause des Vaters das Schneiderhandwerk. Seinen Wehrdienst leistete er 1894 bis 1896 beim Infanterie-Regiment Nr. 81 in Frankfurt am Main. Seit 1903 war er als Schneidermeister selbständig. Neben dem Handwerksbetrieb war er Besitzer einer kleinen Landwirtschaft, die er selbst bewirtschaftete. Ferner war er Mitglied der Gemeindevertretung, Vorsitzender und Obermeister der Bekleidungsgewerbeinnung Fronhausen (Kreis Marburg) und Stellvertretender Landesvorsitzender des Deutschen Handwerkerbundes.
Als Mitglied der antisemitischen Deutschsozialen Partei war Rupp von 1912 bis 1918 Mitglied des Deutschen Reichstages für den hessisch-nassauischen Wahlkreis Regierungsbezirk Kassel 5 (Marburg, Frankenberg, Kirchhain). Er saß in der Fraktion der Wirtschaftlichen Vereinigung.